# Costus arabicus
Costus arabicus är en enhjärtbladig växtart som beskrevs av Carl von Linné. Costus arabicus ingår i släktet Costus och familjen Costaceae. Inga underarter finns listade.